# Sarabbia
Sarabbia ist ein Familienname. 
Variationen in der Schreibweise sind auch Sarabia, Sarrabia, Sarabi und Saravia. Auf denselben Ursprung zurückzuführende Namen sind Sarrabere bzw. Sarrabère. Nach dem Dicionário Sefaradi de Sobrenomes (2003) trugen bzw. tragen auch Sepharden Sarabia/Sarabbia/Sarabi u. ä. als Familiennamen.
Der Name Sarrabia ist in Frankreich entlang der Côte d’Azur und dem östlichen Teil der Provinz Languedoc-Roussillon in den Départements Bouches-du-Rhône, Hérault und Var häufiger anzutreffen. Sarrabere bzw. Sarrabère ist ebenso am häufigsten im Département Hérault, aber auch im Département Pyrénées-Atlantiques im baskischen Kulturraum präsent.
In Spanien, genauer betrachtet im Baskenland, ist die Variante Sarabia als Familienname öfter vertreten. Beispiele für populäre bzw. historische Persönlichkeiten sind José de Sarabia (* 1594 in Pamplona, Dichter) oder Manuel Sarabia (* 1957 in Gallarta der Gemeinde Abanto-Zierbena, baskisch: Abanto y Ciérvana, ehemaliger Profifußballspieler bei Athletic Bilbao). Der Name Sarabia ist durch die spanische Expansion ebenso zahlreich auf dem amerikanischen Kontinent vertreten.
Der Familienname Servia (Oriol Servià) ist möglicherweise auf denselben Stamm zurückzuführen.

## Namensträger

### Sarabi
- Habiba Sarabi (* 1956), afghanischen Hämatologistin und Politikerin
- Sabrina Sarabi (* 1982), deutsch-iranische Filmregisseurin

### Sarabia
- Agustín de Ugarte y Sarabia († 1650), ecuadorianischer Geistlicher
- Álvaro Sarabia (* 1978), chilenischer Fußballspieler
- Edgardo Sarabia Juanich (* 1952), philippinischer Priester, Apostolischer Vikar von Taytay
- Francisco Sarabia Tinoco (1900–1939), mexikanischer Pilot und Luftfahrtunternehmer
- Ignacio Sarabia Díaz (* 1983), mexikanischer Radrennfahrer
- Jesús Sarabia (* 1946), mexikanischer Radrennfahrer
- Laura Sarabia (* 1994), kolumbianische Politikerin und Außenministerin
- Manuel Sarabia (* 1957), spanischer Fußballspieler
- Miguel Sarabia (* 1999), mexikanischer Volleyball- und Beachvolleyballspieler
- Pablo Sarabia (* 1992), spanischer Fußballspieler
- Pedro Sarabia (* 1975), paraguayischer Fußballspieler und -trainer